# Alaskadistriktet
Alaskadistriktet (engelska: District of Alaska) kallades administrationen av Alaska från 17 maj 1884 och fram till 24 augusti 1912, då det blev Alaskaterritoriet. Tidigare hade det varit Departementet Alaska. Vid den tiden var lagstiftarna i Washington, DC främst upptagna med efterspelet till nordamerikanska inbördeskriget, och hade inte mycket tid att ägna åt Alaska. General Jefferson C. Davis, amerikansk arméofficer, utsågs till den första styresmannen över Departementet Alaska, vilket åren 1884-1912 hette Alaskadistriktet. President Chester A. Arthur utsåg den första civila regeringen, och Alaska hade nu egen regering.

### Fotnoter
1. ↑  ”Alaska” (på engelska). World Statesmen. http://www.worldstatesmen.org/US_states_A-D.html#Alaska. Läst 20 juli 2015.